# Премијер лига Босне и Херцеговине у фудбалу 2012/13.
Премијер лига Босне и Херцеговине у фудбалу 2012/13. била је једанаеста сезона Премијер лиге Босне и Херцеговине у којој су играли клубови из оба ентитета у Босни и Херцеговини. У овој сезони се такмичи 16 клубова, од чега 5 из Републике Српске и 11 из Федерације БиХ.
Нови прволигаши у овој сезони су Радник из Бијељине, (Прва лига РС) и Градина из Сребреника (Прва лига Федерације БиХ), уместо Слободе из Тузлеа и Козаре из Градишке који су на крају сезоне 2011/12. испали у Прве лиге Републике Српске и Федерације БиХ.
Титулу првака брани екипа Жељезничар из Сарајевa.
Игра се двоструки лига систем (свако са сваким по две утакмице).

## Састав Премијер лига Босне и Херцеговине у сезони 2012/13.
| Екипа         | Град             | Стадион                      | Капацитет |
| ------------- | ---------------- | ---------------------------- | --------- |
| Борац         | Бањалука         | Градски стадион у Бањој Луци | 7,238     |
| Вележ         | Мостар           | Стадион Врапчићи             | 5.294     |
| ГОШК          | Габела, Чапљина  | Стадион Подавала             | 2000      |
| Градина       | Сребреник        | Градски Стадион Сребреник    | 5.000     |
| Жељезничар    | Сарајево         | Стадион Грбавица             | 16.100    |
| Звијезда      | Градачац         | Бања Илиџа                   | 5.000     |
| Зрињски       | Мостар           | Стадион под Бијелим бријегом | 20.000    |
| Леотар        | Требиње          | Стадион Полице               | 8.550     |
| Олимпик       | Сарајево         | Стадион Грбавица             | 12.000    |
| Радник        | Бијељина         | Градски стадион у Бијељини   | 6.000     |
| Рудар         | Приједор         | Градски стадион у Приједору  | 6.000     |
| Сарајево      | Сарајево         | Стадион Асим Ферхатовић Хасе | 38.600    |
| Славија       | Источно Сарајево | Градски СРЦ Славија          | 6.000     |
| Травник       | Травник          | Стадион Пирота               | 3,200     |
| Челик         | Зеница           | Стадион Билино поље          | 15.295    |
| Широки Бријег | Широки Бријег    | Стадион Пецара               | 5.913     |

| Борац     | Вележ    | ГОШК     | Градина   | Жељезничар       | Звијезда | Зрињски | Леотар        |
| --------- | -------- | -------- | --------- | ---------------- | -------- | ------- | ------------- |
| Бања Лука | Мостар   | Габела   | Сребреник | Сарајево         | Градачац | Мостар  | Требиње       |
|           |          |          |           |                  |          |         |               |
|           |          |          |           |                  |          |         |               |
| Олимпик   | Радник   | Рудар    | Сарајево  | Славија          | Травник  | Челик   | Широки Бријег |
| Сарајево  | Бијељина | Приједор | Сарајево  | Источно Сарајево | Травник  | Зеница  | Широки Бријег |
|           |          |          |           |                  |          |         |               |

## Табела и статистика
| #.  | Клуб          | ИГ | Д  | Н  | ИЗ | ГД | ГП | ГР  | Б  |
| --- | ------------- | -- | -- | -- | -- | -- | -- | --- | -- |
| 01. | Жељезничар    | 30 | 20 | 6  | 4  | 48 | 20 | +28 | 66 |
| 02. | Сарајево      | 30 | 17 | 9  | 4  | 52 | 19 | +33 | 60 |
| 03. | Борац         | 30 | 14 | 9  | 7  | 43 | 25 | +18 | 51 |
| 04. | Челик         | 30 | 14 | 9  | 7  | 44 | 30 | +14 | 51 |
| 05. | Олимпик       | 30 | 13 | 10 | 7  | 34 | 26 | +8  | 49 |
| 6.  | Широки Бријег | 30 | 13 | 6  | 11 | 48 | 31 | +17 | 45 |
| 7.  | Славија       | 30 | 12 | 7  | 11 | 29 | 28 | +1  | 43 |
| 8.  | Леотар        | 30 | 10 | 9  | 11 | 28 | 40 | -12 | 39 |
| 9.  | Зрињски       | 30 | 11 | 6  | 13 | 26 | 42 | -16 | 39 |
| 10. | Рудар         | 30 | 10 | 6  | 14 | 37 | 42 | -5  | 36 |
| 11. | Звијезда      | 30 | 10 | 14 | 38 | 44 | 35 | -6  | 36 |
| 12. | Радник        | 30 | 8  | 11 | 11 | 27 | 35 | -8  | 35 |
| 13. | Вележ         | 30 | 8  | 10 | 12 | 31 | 34 | -3  | 34 |
| 14. | Травник       | 30 | 9  | 7  | 14 | 29 | 45 | -16 | 34 |
| 15. | ГОШК          | 30 | 7  | 9  | 14 | 29 | 42 | -13 | 30 |
| 16. | Градина       | 30 | 1  | 6  | 23 | 17 | 57 | -40 | 9  |

ИГ = Играо утакмица; Д = Добио; Н = Нерешио; ИЗ = Изгубио; ГД = Голова дао; ГП = Голова примио; ГР = Гол-разлика ; Б = Бодови
|  | УЕФА Лига шампиона 1. коло квалификација                                              |
|  | УЕФА Лига Европе 2. коло квалификација                                                |
|  | УЕФА Лига Европе 1. коло квалификација                                                |
|  | Клубови који нису добили УЕФА лиценцу иако су пласманом обезбедили европска такмичења |
|  | Директно прелази у Другу лигу                                                         |

| Првак Премијер лиге Босне и Херцеговине 2009/10. |
| ------------------------------------------------ |
| ФК Жељезничар Сарајево 6. Титула                 |